# Bellini (futebolista)
Hilderaldo Luís Bellini, ou simplesmente Bellini (Itapira, 7 de junho de 1930 — São Paulo, 20 de março de 2014), foi um futebolista brasileiro, capitão da Seleção Brasileira de Futebol na conquista do primeiro título mundial, em 1958. Ele é o 9º zagueiro com mais jogos pela Seleção Brasileira, com 51 jogos.
Atuando como zagueiro, jogou na Itapirense e depois na Sanjoanense de 1949 a 1951, no Vasco da Gama de 1952 até o início de 1962, no São Paulo de 1962 a 1967 e no Athletico Paranaense, de 1968 a 1969, quando encerrou sua carreira.
Ganhou títulos pelo Vasco nos Cariocas de 1952, 1956 e 1958, Torneio Rio-São Paulo de 1958 e o Torneio Octogonal Rivadavia Corrêa Meyer de 1953, dentre outros.

## Carreira

Gilmar, Vicente Feola e Belini com a taça da Copa do Mundo (1958).

Consagrou-se como capitão da Seleção Brasileira na Copa do Mundo de 1958. Sua foto levantando a Taça Jules Rimet com as duas mãos sobre a cabeça é uma das marcas do futebol brasileiro, e passou a ser repetida por todo capitão ao levantar a taça. Mauro foi seu reserva em 1958. Na Copa de 1962, Bellini foi reserva de Mauro, que foi o capitão. 

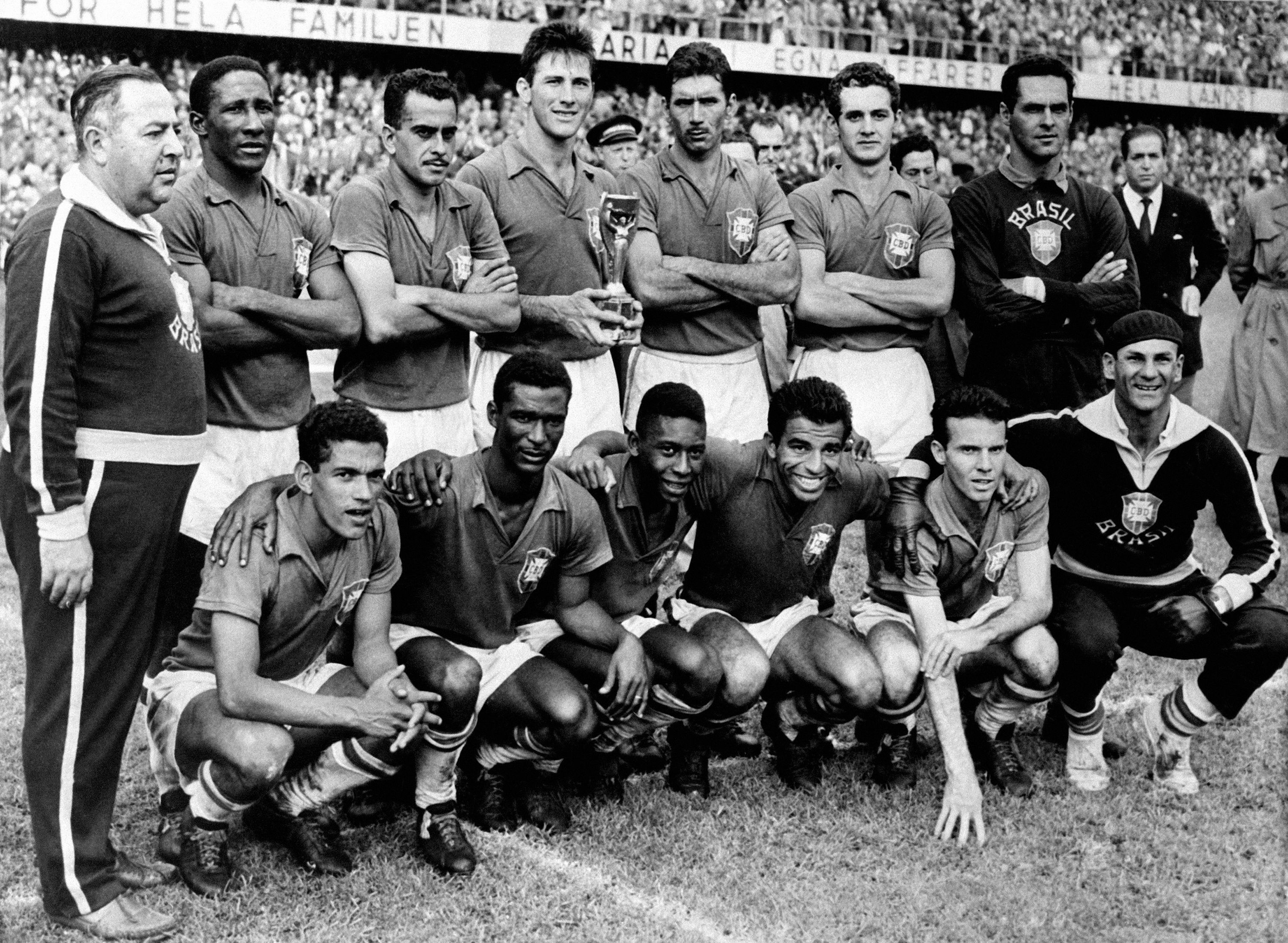
Equipe da seleção brasileira campeã de 1958. Bellini com a Taça Jules Rimet na mão.

Começou no pequeno Itapirense e depois na Sanjoanense, de São João da Boa Vista mas se tornou famoso no Vasco da Gama, onde chegou em 1952, numa época de renovação do time, após o desmanche do famoso Expresso da Vitória.
Bellini era um zagueiro vigoroso, raçudo, que se impunha dentro da área. Compensava a limitada técnica com muita seriedade e lealdade aos adversários, o que lhe deu o posto de capitão da seleção em 1958.
Em 1962, foi vendido ao São Paulo, entrando no lugar do zagueiro Mauro. Ficou no clube por seis anos, e não conquistou nenhum título por ele.
Em 1968, foi contratado pelo Clube Atlético Paranaense onde encerrou sua carreira como profissional em 1969.
Foi um dos primeiros jogadores a usar a imagem publicitariamente, para camisas Ban-tan Ramenzoni, na revista "Mundo Ilustrado", de 1958.

## Vida pessoal

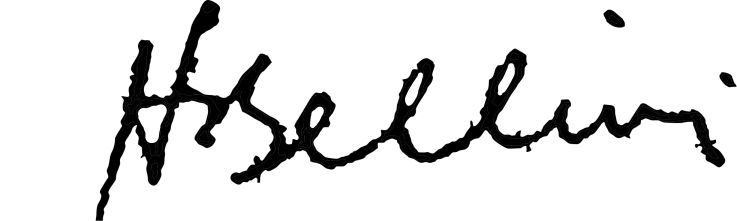
Assinatura de Bellini.

Era filho de Erminio Bellini, imigrante italiano de Comacchio (Ferrara), e Carolina Levati, brasileira filha de italianos.

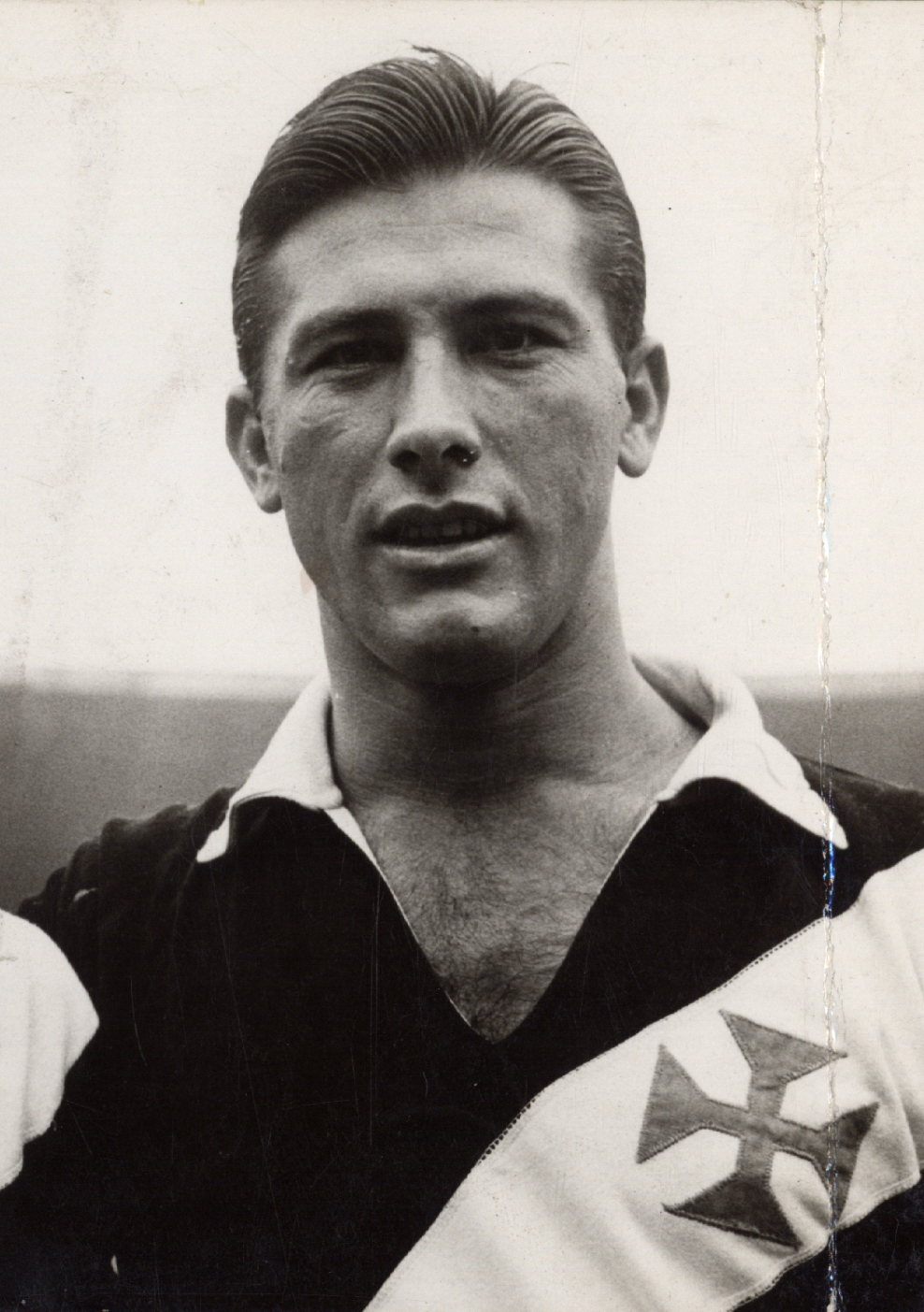
Em 1961.

Bellini era casado desde 1963 com Giselda, mãe de seus dois filhos Carla e Júnior, e avó de sua neta Nina, filha de seu caçula Júnior. 

### Morte
Bellini, que sofria do Mal de Alzheimer nos últimos dezoito anos de sua vida, morreu no dia 20 de março de 2014 na cidade de São Paulo, em decorrência de complicações causadas por parada cardíaca. Seu corpo foi velado no salão nobre do São Paulo Futebol Clube e sepultado em Itapira, sua cidade natal.

## Homenagens

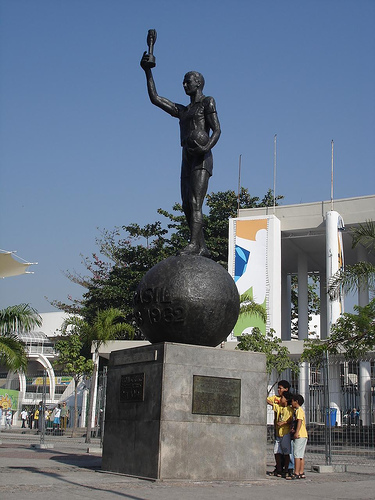
Estátua no Maracanã

A estátua localizada em uma das entradas do Maracanã, inaugurada em 13 de novembro de 1960 em homenagem aos Campeões Mundiais de Futebol de 1958, tornou-se popularmente conhecida como estátua do Bellini, mesmo não se assemelhando a ele.
Suas pegadas foram eternizadas na "Calçada da Fama" do Estádio da Ressacada do Avaí Futebol Clube em 2011.

## Títulos
Vasco da Gama
- Campeonato Carioca: 1952, 1956 e 1958
- Copa Internacional Rivadavia: 1953
- Torneio Internacional do Chile: 1953
- Torneio Quadrangular Internacional do Rio de Janeiro: 1953
- Troféu Cinquentenário do Racing: 1953
- Torneio Internacional de Santiago: 1957
- Torneio Quadrangular de Lima: 1957
- Torneio Rio-São Paulo: 1958
- Torneio Início do Rio do Janeiro: 1958
- Taça Cidade do Rio de Janeiro: 1959

São Paulo
- Pequena Taça do Mundo de 1963
- Torneio Cidade de Florença: 1964
- Taça Piratininga: 1967

Athletico-PR
- Torneio Jofre Cabral e Silva: 1968
- Torneio Triangular Paraná-São Paulo: 1969

Seleção Brasileira
- Copa do Mundo: 1958 e 1962
- Copa Roca: 1957, 1960
- Copa Oswaldo Cruz: 1958, 1961, 1962
- Taça Bernardo O'Higgins: 1959
- Taça do Atlântico: 1960

### Prêmios indivuais
- Seleção de Todos os Tempos do Brasil pela IFFHS (Time C): 2021[15]